# جينومورف

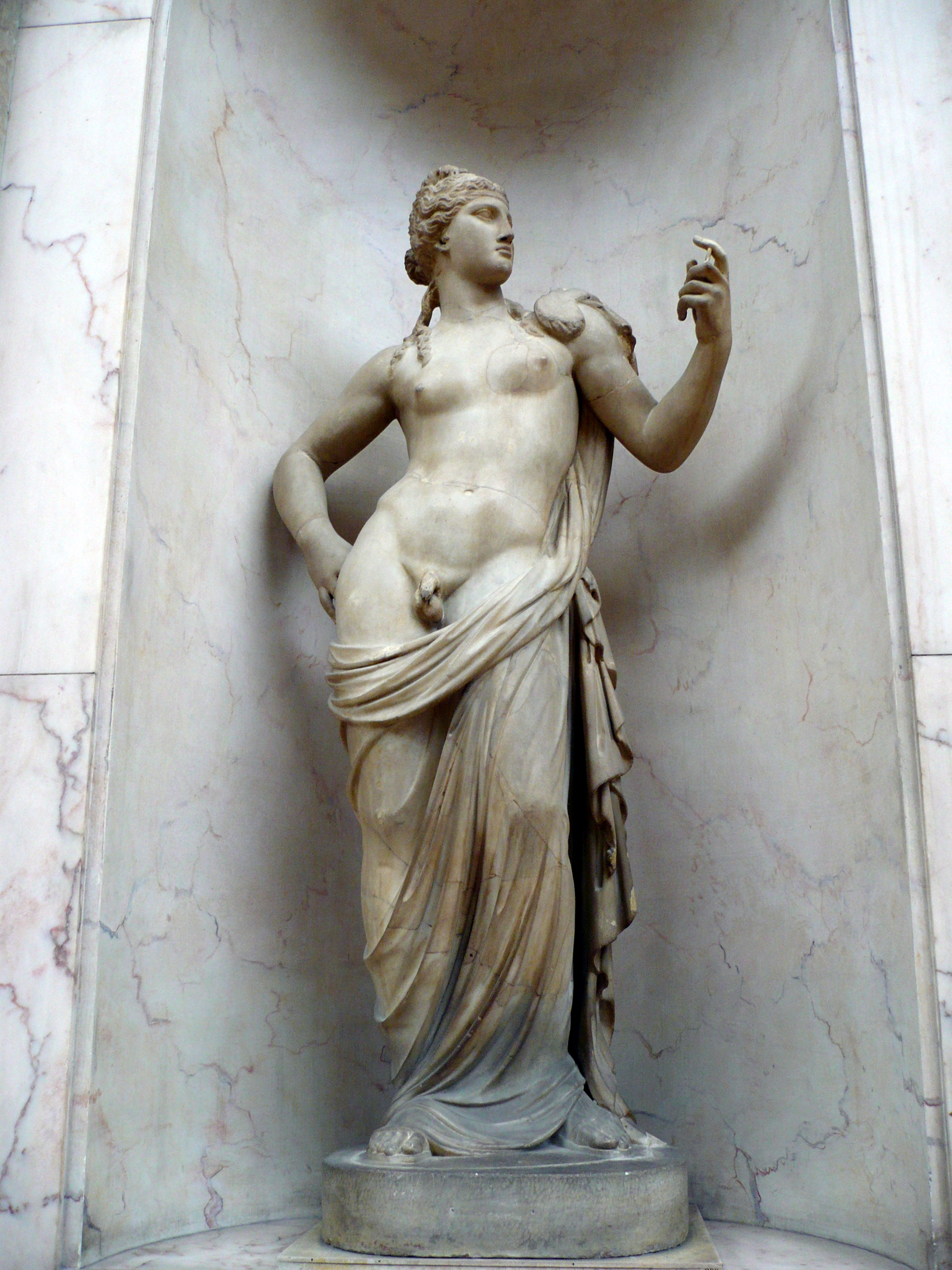
تمثال لذكنثى من باخوس، الإمبراطورية الرومانية (القرن الثاني الميلادي)، في متحف اللوفر.

جينومورف (الذكنثى) (بالإنجليزية: Gynomorph)‏ في الأساطير والدين اليوناني، كان إلهًا ثنائي الجنس له خصائص ذكورية وأنثوية في جسد واحد. تم تصوير جينومورفس على أنهم شباب مخنثين، مثل ديونيسوس، إله ذكوري لكن يمتلك ملامح أنثوية مميزة. الجينومورفس لديهم قدرات الأنثى الإبداعية، وكان لديهم أرحام، لكنهم يمتلكون أيضًا قدرات التلقيح المنسوبة إلى الآلهة الذكور لذا نشاهد فيهم عادة وجود العضو الذكري وكيس الصفن مع الأثداء والملامج المؤنثة.

## في علوم الأحياء
في علم الأحياء، الجينومورف مؤنث الشكل هو كائن له خصائص جسدية أنثوية، في حين أن الأنرومورف مذكر الشكل هو كائن له خصائص جسمانية ذكورية. على سبيل المثال، بعض إناث الدامسيفلايز مقترنات الأجنحة يظهر عليهن ألوان مختلفة وهي مثل التي توجد عادة عند الذكور. فهي من خلال التشبه بالذكور، تستفيد من تجنب مضايقتهم لها.